# 松来未祐と金田朋子のRADIOデコピンないと2
『松来未祐と金田朋子のRADIOデコピンないと2』（まつきみゆと かねだともこの ラジオデコピンないと に）は2004年10月から2005年3月24日にかけて、文化放送で放送されていたラジオ番組（アニラジ）。パーソナリティは声優の松来未祐と金田朋子。放送時間は毎週木曜26:00 - 27:00。挨拶は「こんばんに」「ばいに〜」。

## 概要
この番組の前身である『松来未祐と金田朋子のRADIOデコピンないと』がラジオ関西で2004年4月から同年9月にかけて放送されていたが、同年10月より文化放送に移って『RADIOデコピンないとないと2』に名前を変え、2005年3月まで放送された。
その後単発の特別番組として、2006年11月25日（土曜日）27:00 - 28:00にかけて、「文化放送A&G DREAM SQUARE」内で『松来未祐と金田朋子のRADIOデコピンないと2.5』が放送された。「いい人はつりが好き」や「デコピンゴールドディスク」など一部のコーナーが復活した。挨拶は「にこ（2.5）!」。
さらに、2007年9月15日（土曜日）27:00 - 27:45にかけて、文化放送「超!アニメロアワー」内で『松来未祐と金田朋子のRADIOデコピンないとSP』が放送された。挨拶は「すぴっす!」。

## コーナー
いい人はつりが好き
リスナーから送られてきた恋愛マニュアルが正しいかどうか討論するコーナー。番組にゲストが来た回には中止された。
デコピンゴールドディスク
番組が自信を持っておすすめする曲をDJトモ（金田朋子）が紹介する。
W〜ウィッシュ〜古今東西付きヘッドライン
松来未祐がアニメ『W〜ウィッシュ〜』の情報を、金田朋子が古今東西形式で交互に言っていく。
出没アドマウィッシュ天国
ダーツを投げて当たったお題を行いながら、アニメ『W〜ウィッシュ〜』の次回予告をするコーナー

## 箱番組
10分ほどの番組が2つあった。
- カッパの話し方 （パーソナリティ：神崎ちろ・村田あゆみ）

アニメ『カッパの飼い方』の情報を送る番組。迷っていることに村田あゆみがズバッと答える『あゆみんのズバリ答えます』やリスナーの可愛がっているものを紹介する『可愛がってます』などのコーナーがある。
- 後藤沙緒里の緑のささやき （パーソナリティ：後藤沙緒里）

## SD★Children
松来未祐、金田朋子による当番組から誕生した声優ユニット。『SD』とは「すーぱーでふぉるめ（Super déformer＜déformerは、フランス語で「変形する」の意が転じて「アニメで出てくるような小さなキャラクター」＞という意味）の略である。声優の桃井はるこが作詞・作曲を手掛けたマキシシングルをサイトロン・デジタルコンテンツからリリースした。解散宣言はしていないが、2004年10月20日にCDをリリースして以降、活動はない。事実上の解散状態である。

### エピソード
- 2005年2月19日放送のアニスパ内にSD★Childrenとして出演した際、松来未祐は人間界で唯一金田朋子の言わんとしていることを理解する人物とされ、金田朋子の通訳役とされている。
- 金田朋子によると、『SD』は「エスディー」であり「エスデー」ではないとしている。理由は「格好いいから」。しかし、金田朋子本人も度々「エスデー」と発音することがあると松来未祐の談。なお松来未祐はどちらでも良いとしている。
- 金田朋子によるとマキシシングルのデモテープが歌唱力が高く、その声質がキョンキョン（小泉今日子）似だったとのこと。
- 流星戦隊ムスメット内で青錠奈子役を担当した松来未祐が、そのキャラクターをマイペースな大人の役と紹介したが、この言葉に金田朋子が「うそーっ！」と驚き、加えて「それはキャスティングミス」だとの暴言を吐き、松来未祐は激怒するとともに半泣きしてしまった。
- 当初、金田朋子は『SD★Children』のSDの意味を理解しておらず、会見の収録で松来未祐から説明を受けたものの最後まで意味を理解していなかった。

### ディスコグラフィー
シングル
| 枚  | 発売日         | タイトル                                    | 規格品番   | 最高位 |
| --- | -------------- | ------------------------------------------- | ---------- | ------ |
| 1st | 2004年10月20日 | ムスメゴコロ★オトメゴコロ/スポーツしましょ♥ | SCDC-00376 | ？位   |

#### タイアップ
| 楽曲                      | タイアップ                                                         | 時期   |
| ------------------------- | ------------------------------------------------------------------ | ------ |
| ムスメゴゴロ★オトメゴコロ | テレビアニメ『流星戦隊ムスメット』エンディングテーマ               | 2004年 |
| スポーツしましょ♥         | ラジオ番組『松来未祐と金田朋子のRADIOデコピンないと2』テーマソング | 2004年 |
| こわれものリボン（小）    | OVA『がぁーでぃあんHearts ぱわ〜あっぷ!』エンディングテーマ        | 2005年 |

## その他
| ラジオ関西 木曜25:30 - 26:00 | ラジオ関西 木曜25:30 - 26:00              | ラジオ関西 木曜25:30 - 26:00                                                         |
| 前番組 | 番組名                                    | 次番組                                                                               |
| --- | ----------------------------------------- | ------------------------------------------------------------------------------------ |
| 超・ULTRAスーパーマニア「レディオウィッシュ団」                                                                                   | 松来未祐と金田朋子の RADIOデコピンないと  | ノン子とのび太のアニメスクランブル （文化放送制作。 一時期木曜25:30～26:00に放送。） |
| 文化放送 木曜26:00 - 27:00 |                                           |                                                                                      |
| 夏子と未祐のRadioトゥルーラブストーリー サマーデイズないと ※26:30 - 27:00 ↓ 超ULTRA電脳学院★山桜ベイベー （山川恵理香・桜木睦子） | 松来未祐と金田朋子の RADIOデコピンないと2 | 白石涼子の聞かなきゃ☆そん♪Song!                                                      |